# 匕
비수비(匕首匕)은 한자 부수의 하나. '비수', '숟가락'이라는 뜻을 가진다.

## 자원
사람이 오른쪽을 향해 서 있는 모습을 본따 만들었다. 숟가락을 본따 만들었다는 설도 있다.

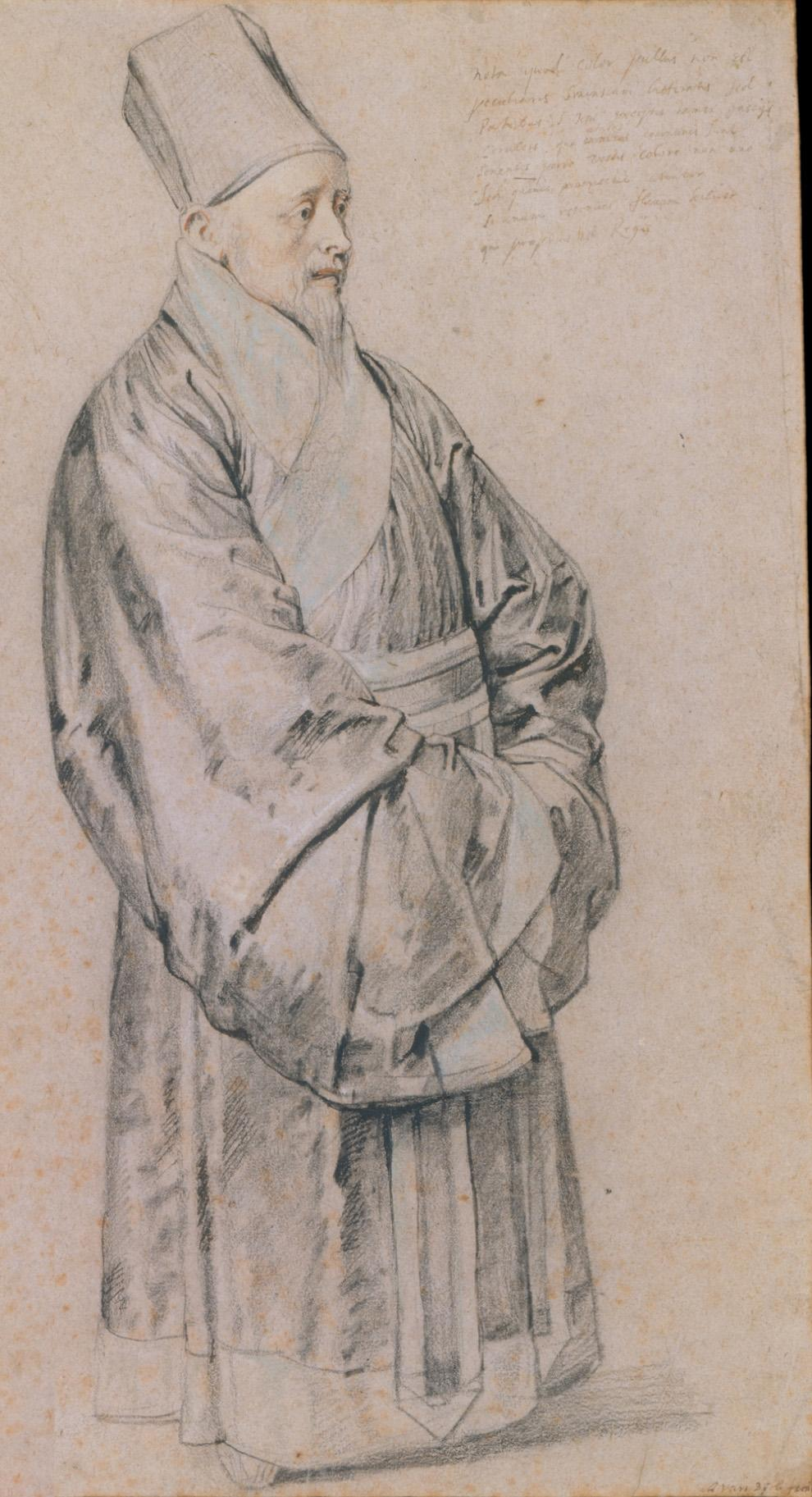
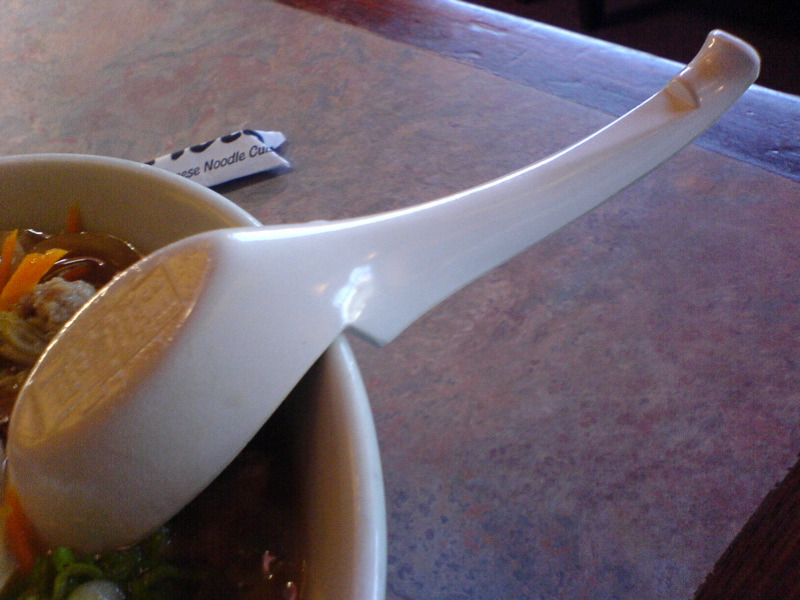
갑골문
금문
大篆
소전

## 力부
| 자획 | 글자        |
| ---- | ----------- |
| 0    | 匕          |
| 2 획 | 化 㔫       |
| 3 획 | 北          |
| 6 획 | 㔬          |
| 9 획 | 匙 匘 㔭 匙 |